# Schweitzer Iván
Schweitzer Iván (Budapest, 1938 - ) magyar közgazdász, újságíró, az MTA köztestületi tagja. A Pénzügyi Szemle szerkesztőbizottságának tagja.

## Életpályája
Középiskolai tanulmányait Budapesten a Kölcsey Ferenc Gimnáziumban, felsőfokú tanulmányait pedig a Marx Károly Közgazdaságtudományi Egyetemen végezte.  Házas. Publicisztikákat ír a Népszavába.

## Tudományos fokozatai
- a közgazdaságtudomány kandidátusa (1983) [1]

## Kutatási területe
Az iparstruktúra, az ipari szervezet.

## Szervezeti tagságai
Az MTA Közgazdaság-tudományi Bizottságnak tagja.

## Művei
- A vállalatnagyság. Közgazdasági és Jogi Könyvkiadó, 1982. 147 p. ISBN 963 221 191x
- Egy hiányjelenség közgazdasági természetéről (A pótalkatrész-probléma) (Külgazdaság, 1980, 9. szám, 33.-43. old.)